# Pål Golberg
Pål Golberg (* 16. července 1990, Gol) je norský běžec na lyžích. Jeho dosud největším úspěchem ve Světovém poháru je vítězství v etapovém závodě FIS Ski Tour 2020, který se konal ve Švédsku a Norsku. Reprezentuje klub Gol IL.

## Výsledky v běhu na lyžích
Všechny výsledky vychází z dat Mezinárodní lyžařské federace (FIS).

### Výsledky na OH
- 1 medaile – (1 stříbro)

| Rok  | Věk | 15 km | 30 km skiatlon | 50 km hromadný start | sprint | 4 × 10 km štafeta | sprint dvojic |
| ---- | --- | ----- | -------------- | -------------------- | ------ | ----------------- | ------------- |
| 2014 | 23  | 18.   | —              | —                    | —      | —                 | —             |
| 2018 | 27  | —     | —              | —                    | 4.     | —                 | —             |
| 2022 | 31  | 15.   | 5              | —                    | 21.    | 2.                | —             |

### Výsledky na MS
- 5 medailí – (4 zlata, 1 stříbro)

| Rok  | Věk | 15 km | 30 km skiatlon | 50 km hromadný start | sprint | 4 × 10 km štafeta | sprint dvojic |
| ---- | --- | ----- | -------------- | -------------------- | ------ | ----------------- | ------------- |
| 2013 | 22  | —     | —              | —                    | 5.     | —                 | 11.           |
| 2021 | 30  | —     | —              | 8.                   | 8.     | 1.                | —             |
| 2023 | 32  | —     | 4.             | 1.                   | 2.     | 1.                | 1.            |

### Světový pohár

#### Celkové pořadí
| Sezóna  | Věk | Sezónní výsledky | Sezónní výsledky | Sezónní výsledky | Výsledky na Ski Tour | Výsledky na Ski Tour | Výsledky na Ski Tour | Výsledky na Ski Tour | Výsledky na Ski Tour |
| Sezóna  | Věk | Celkově          | Distance         | Sprinty          | Nordic Opening       | Tour de Ski          | Ski Tour 2020        | WC Final             | Ski Tour Kanada      |
| ------- | --- | ---------------- | ---------------- | ---------------- | -------------------- | -------------------- | -------------------- | -------------------- | -------------------- |
| 2009/10 | 19  | NC               | —                | NC               | —                    | —                    | —                    | —                    | —                    |
| 2010/11 | 20  | 63.              | NC               | 24.              | —                    | —                    | —                    | —                    | —                    |
| 2011/12 | 21  | 37.              | 88.              | 9.               | —                    | —                    | —                    | 30.                  | —                    |
| 2012/13 | 22  | 21.              | 39.              | 15.              | 11.                  | —                    | —                    | 9.                   | —                    |
| 2013/14 | 23  | 9.               | 11.              | 9.               | 22.                  | —                    | —                    | 15.                  | —                    |
| 2014/15 | 24  | 18.              | 45.              | 10.              | 4.                   | —                    | —                    | —                    | —                    |
| 2015/16 | 25  | 75.              | NC               | 36.              | 42.                  | —                    | —                    | —                    | —                    |
| 2016/17 | 26  | 20.              | 35.              | 6.               | 7.                   | —                    | —                    | 12.                  | —                    |
| 2017/18 | 27  | 34.              | 72.              | 13.              | 18                   | —                    | —                    | —                    | —                    |
| 2018/19 | 28  | 43.              | 66.              | 21.              | —                    | —                    | —                    | 30.                  | —                    |
| 2019/20 | 29  | 3.               | 10.              | 3.               | 4.                   | 6.                   | 1.                   | —                    | —                    |
| 2020/21 | 30  | 19.              | 11.              | 42.              | 23.                  | —                    | —                    | —                    | —                    |
| 2021/22 | 31  | 9.               | 18.              | 13.              | —                    | 5.                   | —                    | —                    | —                    |
| 2022/23 | 32  | 2.               | 1.               | 7.               | —                    | 5.                   | —                    | —                    | —                    |
| 2023/24 | 33  | 4.               | 3.               | 22.              | —                    | 11.                  | —                    | —                    | —                    |

#### Individuální pódiová umístění
- 11 vítězství – (9 – závod Světového poháru, 2 – etapa víceetapového závodu Světového poháru)
- 36 pódií – (25 – závod Světového poháru, 11 – etapa víceetapového závodu Světového poháru)

| No. | Sezóna  | Datum             | Místo                  | Závod                  | Úroveň | Výsledek |
| --- | ------- | ----------------- | ---------------------- | ---------------------- | ------ | -------- |
| 1   | 2010/11 | 3. březen 2011    | Lahti, Finsko          | 1,4 km sprint K        | WC     | 3.       |
| 2   | 2011/12 | 3. prosinec 2011  | Düsseldorf, Německo    | 1,2 km sprint V        | WC     | 3.       |
| 3   | 2011/12 | 7. březen 2012    | Drammen, Norsko        | 1,2 km sprint K        | WC     | 3.       |
| 4   | 2012/13 | 12. leden 2013    | Liberec, Česko         | 1,6 km sprint K        | WC     | 3.       |
| 5   | 2012/13 | 22. březen 2013   | Falun, Švédsko         | 3,75 km individuál V   | SWC    | 2.       |
| 6   | 2013/14 | 7. prosinec 2013  | Lillehammer, Norsko    | 15 km individuál K     | WC     | 1.       |
| 7   | 2013/14 | 1. březen 2014    | Lahti, Finsko          | 1,55 km sprint V       | WC     | 1.       |
| 8   | 2013/14 | 5. březen 2014    | Drammen, Norsko        | 1,3 km sprint K        | WC     | 2.       |
| 9   | 2014/15 | 5. prosinec 2014  | Lillehammer, Norsko    | 1,5 km sprint V        | SWC    | 1.       |
| 10  | 2016/17 | 26. listopad 2016 | Rukatunturi, Finsko    | 1,4 km sprint K        | WC     | 1.       |
| 11  | 2016/17 | 4. prosinec 2016  | Lillehammer, Norsko    | 15 km K stíhací závod  | SWC    | 3.       |
| 12  | 2017/18 | 24. listopad 2017 | Rukatunturi, Finsko    | 1,4 km sprint K        | SWC    | 2.       |
| 13  | 2018/19 | 19. leden 2019    | Otepää, Estonsko       | 1,6 km sprint K        | WC     | 3.       |
| 14  | 2019/20 | 29. listopad 2019 | Rukatunturi, Finsko    | 1,4 km sprint K        | SWC    | 2.       |
| 15  | 2019/20 | 26. leden 2020    | Oberstdorf, Německo    | 1,6 km sprint K        | WC     | 2.       |
| 16  | 2019/20 | 8. únor 2020      | Falun, Švédsko         | 1,4 km sprint K        | WC     | 1.       |
| 17  | 2019/20 | 16. únor 2020     | Östersund, Švédsko     | 15 km K stíhací závod  | SWC    | 1.       |
| 18  | 2019/20 | 22. únor 2020     | Trondheim, Norsko      | 1,5 km sprint K        | SWC    | 2.       |
| 19  | 2019/20 | 15.–23. únor 2020 | FIS Ski Tour 2020      | celkově                | WC     | 1.       |
| 20  | 2020/21 | 23. leden 2021    | Lahti, Finsko          | 15 km + 15 km skiatlon | WC     | 3.       |
| 21  | 2020/21 | 30. leden 2021    | Falun, Švédsko         | 15 km K hromadný start | WC     | 3.       |
| 22  | 2020/21 | 13. březen 2021   | Engadin, Švýcarsko     | 15 km K hromadný start | WC     | 3.       |
| 23  | 2021/22 | 29. prosinec 2021 | Lenzerheide, Švýcarsko | 15 km individuál K     | SWC    | 3.       |
| 24  | 2021/22 | 1. leden 2022     | Oberstdorf, Německo    | 1,5 km sprint K        | SWC    | 3.       |
| 25  | 2022/23 | 25. listopad 2022 | Rukatunturi, Finsko    | 1,4 km sprint K        | WC     | 3.       |
| 26  | 2022/23 | 26. listopad 2022 | Rukatunturi, Finsko    | 10 km individuál K     | WC     | 2.       |
| 27  | 2022/23 | 27. listopad 2022 | Rukatunturi, Finsko    | 20 km V stíhací závod  | WC     | 2.       |
| 28  | 2022/23 | 4. prosinec 2022  | Lillehammer, Norsko    | 20 km K hromadný start | WC     | 1.       |
| 29  | 2022/23 | 10. prosinec 2022 | Beitostølen, Norsko    | 10 km individuál K     | WC     | 1.       |
| 30  | 2022/23 | 1. leden 2023     | Val Müstair, Švýcarsko | 10 km K stíhací závod  | SWC    | 2.       |
| 31  | 2022/23 | 7. leden 2023     | Val di Fiemme, Itálie  | 15 km K hromadný start | SWC    | 2.       |
| 32  | 2022/23 | 28. leden 2023    | Les Rousses, Francie   | 1,3 km sprint K        | WC     | 3.       |
| 33  | 2022/23 | 4. únor 2023      | Toblach, Itálie        | 10 km individuál V     | WC     | 1.       |
| 34  | 2022/23 | 26. březen 2023   | Lahti, Finsko          | 20 km K hromadný start | WC     | 2.       |
| 35  | 2023/24 | 2. prosinec 2023  | Gällivare, Švédsko     | 10 km individuál V     | WC     | 1.       |
| 36  | 2023/24 | 17. prosinec 2023 | Trondheim, Norsko      | 10 km individuál K     | WC     | 2.       |

#### Týmová pódiová umístění
- 3 vítězství – (3 – štafeta)
- 10 pódií – (6 – štafeta, 4 – týmový sprint)

| No. | Sezóna  | Datum            | Místo                       | Závod                      | Úroveň | Výsledek |
| --- | ------- | ---------------- | --------------------------- | -------------------------- | ------ | -------- |
| 1   | 2011/12 | 4. prosinec 2011 | Düsseldorf, Německo         | 6 × 1,7 km týmový sprint V | WC     | 3.       |
| 2   | 2012/13 | 13. leden 2013   | Liberec, Česko              | 6 × 1,6 km týmový sprint V | WC     | 2.       |
| 3   | 2013/14 | 8. prosinec 2013 | Lillehammer, Norsko         | 4 × 7,5 km štafeta         | WC     | 3.       |
| 4   | 2013/14 | 12. leden 2014   | Nové Město na Moravě, Česko | 6 × 1,6 km týmový sprint K | WC     | 3.       |
| 5   | 2018/19 | 13. leden 2019   | Drážďany, Německo           | 6 × 1,6 km týmový sprint V | WC     | 2.       |
| 6   | 2019/20 | 8. prosinec 2019 | Lillehammer, Norsko         | 4 × 7,5 km štafeta         | WC     | 3.       |
| 7   | 2019/20 | 1. březen 2020   | Lahti, Finsko               | 4 × 7,5 km štafeta         | WC     | 1.       |
| 8   | 2020/21 | 24. ledna 2021   | Lahti, Finsko               | 4 × 7,5 km štafeta         | WC     | 1.       |
| 9   | 2021/22 | 5. prosinec 2021 | Lillehammer, Norsko         | 4 × 7,5 km štafeta         | WC     | 3.       |
| 10  | 2023/24 | 3. prosinec 2023 | Gällivare, Švédsko          | 4 × 7,5 km štafeta         | WC     | 1.       |